# Jack Butler Yeats
Jack Butler Yeats (Londra, 29 agosto 1871 – Dublino, 28 marzo 1957) è stato un pittore irlandese.

## Biografia
Jack Butler Yeats nacque il 29 agosto 1871 a Londra, figlio del ritrattista irlandese John Butler Yeats e fratello del poeta William Butler Yeats.
Passò gli anni dell'infanzia a Sligo, una città sul mare nel nord dell'Irlanda, dai nonni materni.

Nel 1887 si trasferì a Londra per studiare arte, dove ben presto cominciò a lavorare per diversi giornali in qualità di illustratore.

Queste collaborazioni influirono molto sul suo stile iniziale, che è quello tipico di un illustratore e quasi di un fumettista, con pitture e disegni caratterizzati da una energica semplicità della linea e del colore.
Verso la fine degli anni '90 rivolse la sua attenzione alla pittura ad olio e agli acquerelli, creando opere che sono semplici rappresentazioni liriche di figure e paesaggi irlandesi, ispirate dai ricordi dell'infanzia e della gioventù.

Influenzato dall'impressionismo francese e in parte dal romanticismo, questi lavori sono basati sulla fine osservazione della realtà e su una brillante tecnica di disegno.
Nel 1910 ritornò in Irlanda, dove rimase per il resto della vita.
A partire dal 1920 circa, lo stile di Yeats si evolse verso un intenso espressionismo, che talvolta sconfina nel simbolismo, con il tratto estremamente vigoroso e il colore applicato in modo marcato. Negli anni 30 fu uno degli amici più assidui e solleciti di Samuel Beckett, che all'epoca versava in condizioni critiche sia a Dublino che a Parigi. 

Per la ricerca del potere espressivo del colore si ispirò al pittore austriaco Oskar Kokoschka, per il quale nutriva profonda ammirazione.

Le opere di questo periodo cercano di rappresentare non più le immagini dei suoi ricordi, ma le emozioni che provava a ricordare gli eventi del suo passato.

Era sua intenzione sia esprimere i sentimenti di solitudine e di difficoltà dell'individuo moderno che far crescere una coscienza popolare e moderna dell'Irlanda del Ventesimo Secolo: anche se non fu mai politicamente attivo, Yeats provò simpatia per la causa repubblicana irlandese.
Nel 1924 vinse la medaglia d'argento ai Giochi della VIII Olimpiade nella categoria Pittura.
Oltre alla pittura, Yeats fu autore di scritti e opere teatrali.

Malgrado fosse uno dei pittori irlandesi più importanti del Ventesimo Secolo, non prese studenti e non permise a nessuno di vederlo lavorare, rimanendo così una figura per certi versi enigmatica.
Jack Butler Yeats morì a Dublino il 28 marzo 1957.